# John Spencer, 1. Earl Spencer

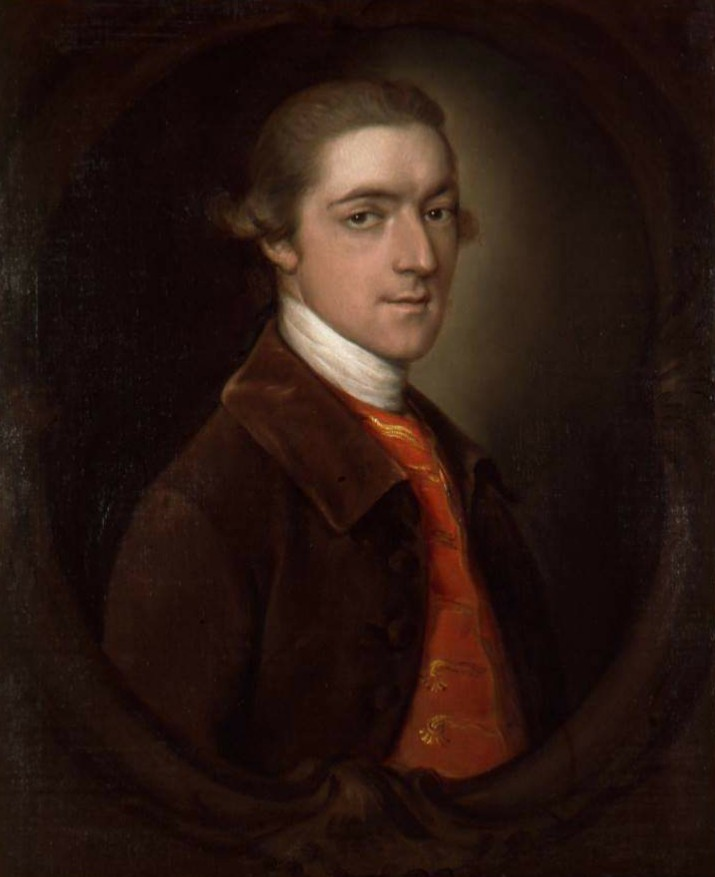
Thomas Gainsborough: John Spencer, 1. Earl Spencer, Öl auf Leinwand, um 1775

John Spencer, 1. Earl Spencer (* 19. Dezember 1734 auf Althorp, Northamptonshire; † 31. Oktober 1783 in Bath, Somerset) war ein britischer Adliger und Politiker.

## Leben
Er war der einzige Sohn des Politikers Hon. John Spencer (1708–1746) und seiner Ehefrau Lady Georgiana Caroline Carteret (1716–1780), jüngste Tochter von John Carteret, 2. Earl Granville, und seiner ersten Frau Frances Worsley. Er war ein Urenkel von John Churchill, 1. Duke of Marlborough und ein Enkel des Politikers Charles Spencer, 3. Earl of Sunderland, der vor allem durch seine Verstrickung in den Südseeschwindel (South Sea Bubble) bekannt wurde.
Er studierte am Trinity College der University of Cambridge Philosophie und Politik und unternahm bis 1754 eine Grand Tour durch Europa. Sein Vater hatte ihm 1746 Ländereien in Bedfordshire, Northamptonshire, Surrey und Warwickshire, einschließlich der Familiensitze Althorp und Wimbledon Park, hinterlassen. 1756 ließ er sich zudem mit Spencer House einen Stadtsitz in London errichten.
Er gehörte der politischen Partei der Whigs an. Im März 1756 kandidierte er erfolglos in einer Nachwahl um einen Sitz im House of Commons für das Borough Bristol. Im Dezember 1756 wurde er als Abgeordneter für das Borough Warwick ins House of Commons gewählt. Am 3. April 1761 wurde er von König Georg III. als Viscount Spencer und Baron Spencer of Althorp in den erblichen britischen Adelsstand erhoben. Er wurde dadurch Mitglied des House of Lords und schied aus dem House of Commons aus. Am 1. November 1765 folgte seine weitere Erhebung zum Earl Spencer und Viscount Althorp.
Ab dem Jahr 1772 war er auch High Steward of St Albans und 1779 wurde er Bürgermeister von St Albans.
John Spencer, 1. Earl Spencer starb während eines Kuraufenthalts im südenglischen Bath und seine sterblichen Überreste wurden in Great Brington, Northamptonshire, bestattet.

## Ehe und Nachkommen

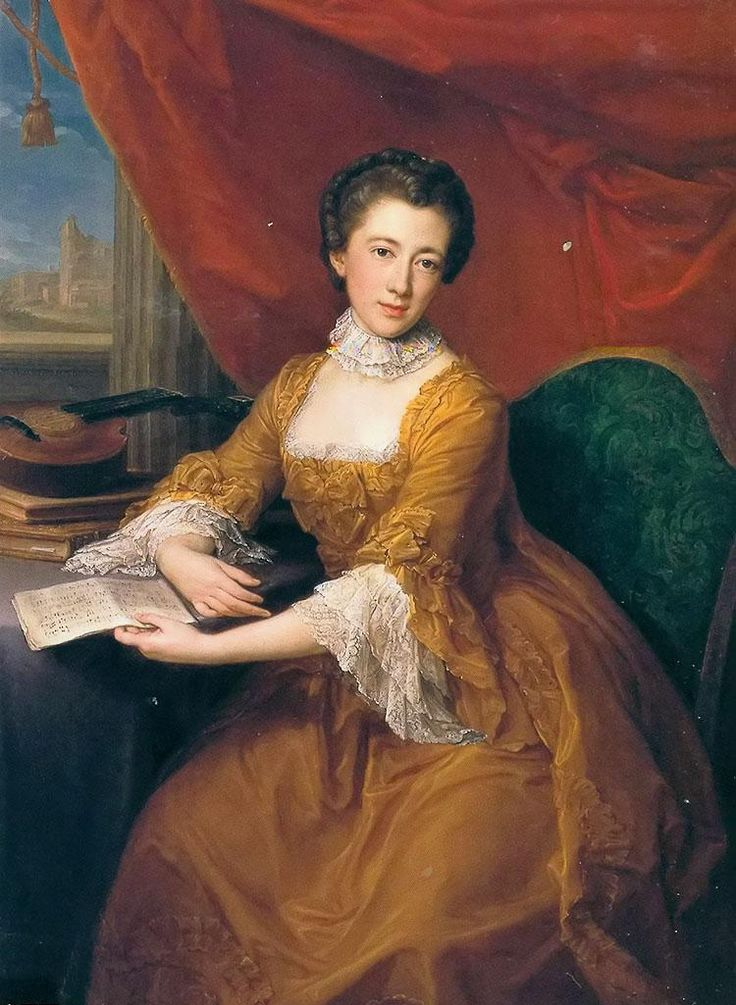
Thomas Gainsborough: Margaret Georgiana, Countess Spencer, 1775

Am 20. Dezember 1755 heiratete John Spencer auf Althorp House in Northamptonshire Margaret Georgiana Poyntz (1737–1814), eine Tochter von Stephen Poyntz und Anna Maria Mordaunt. Aus der gemeinsamen Verbindung gingen fünf Kinder hervor:
- Lady Georgiana Spencer (1757–1806) ⚭ 1774 William Cavendish, 5. Duke of Devonshire;
- George Spencer, 2. Earl Spencer (1758–1834) ⚭ 1781 Lady Lavinia Bingham, Tochter des Charles Bingham, 1. Earl of Lucan;
- Lady Henrietta Frances Spencer (1761–1821) ⚭ 1780 Frederick Ponsonby, 3. Earl of Bessborough;
- Lady Charlotte Spencer (1765–1766);
- Lady Louisa Spencer (*/† 1766).